# Confienza
Confienza är en ort och kommun i provinsen Pavia i regionen Lombardiet i Italien. Kommunen hade 1 599 invånare (2018).